# Chosun Ilbo Championship
Het Chosun Ilbo Championship (Koreaans: 조선일보 챔피언십) is een jaarlijks golftoernooi voor vrouwen in Zuid-Korea, dat deel uitmaakt van de LPGA of Korea Tour. Het werd opgericht in 2013 en vindt in 2014 plaats op de Jack Nicklaus Golf Club Korea in Songdo. Het wordt ook georganiseerd onder de naam Chosun Ilbo Championship by POSCO
Het wordt gespeeld in een strokeplay-formule van drie ronden (54-holes).

## Winnaressen
| Jaar | Golfbaan                      | Locatie  | Winnares      | Score | Score | Info |
| ---- | ----------------------------- | -------- | ------------- | ----- | ----- | ---- |
| 2013 | Seungju Country Club          | Suncheon | Lee Min-young | 210   | –6    |      |
| 2014 | Jack Nicklaus Golf Club Korea | Songdo   | Chun In-gee   | 204   | –12   |      |

| Toernooirecord |  | po = winnares na play-off |

 Lotte Mart Women's Open ·
 Nexen Saint Nine Masters ·
 Edaily Ladies Open ·
 Woori Ladies Championship ·
 Doosan Match Play Championship ·
 E1 Charity Open ·
 Lotte Cantata Women's Open ·
 S-OIL Champions Invitational ·
 Korea Women's Open ·
 Kumho Tire Women's Open ·
 Jeju Samdasoo Masters ·
 Hanwha Finance Classic ·
 KyoChon Honey Ladies Open ·
 Nefs Masterpiece ·
 MBN Women's Open ·
 Charity High1 Resort Open ·
 YTN-Volvik Women's Open ·
 KLPGA Championship ·
 Daewoo Classic ·
 Pak Se-ri Invitational ·
 Hite Championship ·
 LPGA KEB-HanaBank Championship ·
 KB Star Championship ·
 Seoul Ladies Classic ·
 ADT CAPS Championship ·
 Chosun Ilbo Championship ·
 China Women's Open